# Brooksville (Kentucky)
Brooksville – miasto w Stanach Zjednoczonych, w stanie Kentucky, siedziba administracyjna hrabstwa Bracken.